# 마오린린
마오린린(중국어: 毛林林, 병음: Máo Línlín, 한자음: 모림림, 1986년 10월 8일~)은 중화인민공화국의 배우이다.

## 작품 목록

### 드라마
- 2012년 후난위성텔레비전 금응독파극장 《힘내 엄마》 - 저우이천 역
- 2013년 저장 위성 텔레비전 중국람극장 《난릉왕》 - 풍소련 역
- 2014년 후난위성텔레비전 금응독파극장 《가유애인》 - 판옌 역
- 2017년 저장 위성 텔레비전 중국람극장 《우견애정적리선생》 - 제산산 역
- 2018년 후난위성텔레비전 금응독파극장 《담판관》 - 샤샨샨 역
- 2024년 후난위성텔레비전 금응독파극장 《장락곡》 - 영안공주 역